# 가격 투명성
가격 투명성(price transparency)은 소비자가 시장에서 다양한 가격을 쉽게 찾을 수 있는 것을 말한다. 전자상거래 시장에서 정보 밀도는 가격을 더욱 투명하게 만든다.

## 같이 보기
- 경쟁규제기관
- 소비자보호
- 정보
- 페이퍼 컴퍼니
- 이전가격